# Misdaad op internet
Misdaad op internet (Frans: Crime sur internet) is het 60e stripalbum uit de serie Rik Ringers, verschenen in september 1998. Het verhaal speelt zich af in Parijs. Het is het eerste verhaal in de serie waarin het gebruik van internet een belangrijke rol speelt.
Het verhaal vormt een tweeluik met het vorige verhaal, De hand des doods. Aan het eind van dat verhaal is Rik Ringers ogenschijnlijk om het leven gekomen, nadat hij in een ravijn viel.

## Verhaal
Tijdens een tentoonstelling steekt de zeer excentrieke schilder Félix zijn eigen schilderij, De pest in Londen, in brand. De code waarmee online een kopie van het oorspronkelijke schilderij kan worden bekeken verkoopt hij aan de hoogste bieder. Wanneer de code later wordt geveild, wordt de veilingmeester doodgeschoten en de dader pleegt hierna zelfmoord. De code voor het schilderij blijkt te zijn gestolen. Vermoed wordt dat een van de enthousiaste verzamelaars van Felix' werk hierachter zit. De verzamelaars zijn allemaal bekende personen die tegelijk allemaal wel iets voor de buitenwereld te verbergen hebben; zo heeft de hardloopster Jane Mathilda, een van de verzamelaars, vroeger haar eigen zus vermoord, die beter kon hardlopen dan zij.
Uiteindelijk worden de verzamelaars bijna allemaal een voor een op geheimzinnige wijze vermoord. Ook Félix wordt door Clauwitz – een van de tegenstanders van Rik Ringers uit het vorige verhaal – om het leven gebracht terwijl hij een tocht maakt in een luchtballon. Dan treft Nadine ook Ursula Gabler, de handlangster van Clauwitz, vermoord aan in Felix' atelier. Uiteindelijk komt Nadine erachter dat een van de verzamelaars, de rijke zakenman Friedman, die later zelf is vermoord, achter de eerste paar moorden zat, waaronder die op Félix. Friedman is ook degene die, met hulp van Ursula en Clauwitz, de code heeft bemachtigd. Vervolgens heeft Mathilda de moorden op Friedman en Gabler gepleegd om zo zelf de code in handen te krijgen. De "verzamelaars" werden in werkelijkheid allemaal gechanteerd door Félix, die hun voorloog dat zijn schilderijen verborgen bewijs voor hun eigen misdaden bevatten. Félix' dochter Sara, die de chantagepraktijken van haar vader voortzette, is ook vermoord. Het atelier van Félix en Sara met de overige schilderijen wordt door Mathilda in brand gestoken.
Aan het eind van het verhaal duikt Rik Ringers weer op, samen met zijn collega Claudius Folk die tegelijk met Rik vermist raakte, waarna ze Mathilda ontmaskeren. De twee agenten hadden hun beider dood in scène gezet om ongehinderd hun werk te kunnen doen.